# Гюнтер Штайнер
Гюнтер Штайнер (англ. Guenther Steiner, нім. Günther Steiner; нар. 7 квітня 1965) — інженер та менеджер команди. Має подвійне італійське та американське громадянство. Колишній керівник команди Haas Formula One Team (з 2014 по 2023 рік), а також попереднім керівним директором Jaguar Racing (2001—2003) і директором з технічних операцій наступної інкарнації цієї команди, Red Bull Racing.

## Кар'єра

### Ралі (1986—2001)
Народився в Мерано, Південний Тіроль, син м'ясника Штайнер вивчав інженерію; однак, не отримавши диплома, він переїхав до Бельгії, де почав свою кар'єру механіка в чемпіонаті світу з ралі в команді Mazda Rally Team Europe з 1986 по 1988 рік.
З січня 1989 по 1990 роки Штайнер працював помічником менеджера команди в Top Run Srl . З 1991 по 1996 рік він виконував обов'язки начальника розвідки, а потім і технічного менеджера в Jolly Club .
У 1997 році Штайнер керував командою Prodrive Allstar Rally, вигравши чемпіонат Європи з ралі разом із Кшиштофом Головчичем, а в 1998 році M-Sport найняв його як проєктного менеджера. У 2000 році його підвищили до директора інженерного відділу, де він працював у команді Ford World Rally Team разом із водіями Коліном Макреєм та Карлосом Сайнсом; забезпечивши команді другі місця в сезонах 2000 та 2001 років.

### Ягуар (2001—2003)
Штайнер перейшов у Формулу-1 у 2001 році, коли нещодавно призначений керівник команди Jaguar Racing Нікі Лауда найняв його на посаду керуючого директора. За словами Штайнера, «[Лауда] запитав: „Чи є талановиті люди у Ford?“ А відповідь була: „Ось Гюнтер“. Хлопець збрехав!» Вступивши на посаду 3 грудня, Штайнер відповідав за інженерну частину команди в Мілтон-Кейнс, а директор зі стратегії Джон Еллісон виконував адміністративні завдання.
За час свого перебування на посаді Штайнер реорганізував команду та зменшив витрати. Однак у сезоні 2002 року Jaguar показав недостатні результати, провідний пілот Едді Ірвін набрав лише вісім очок чемпіонату, тоді як товариш по команді Педро де ла Роса не зміг набрати очок. Материнська компанія Ford звільнила Лауду 26 листопада, перш ніж звільнити 70 членів команди.
5 грудня Jaguar оголосив, що в рамках реструктуризації Штайнера замінив Девід Пітчфорт. Прес-секретар Нав Сідху сказав: «він залишив посаду управляючого директора, але не зробив нічого поганого. Ця організація зараз у значно кращій формі, ніж коли він приєднався. Гюнтер чітко заклав основу, яку тепер Девід прагне вивести на наступний рівень» .
Хоча нове керівництво Jaguar запропонувало Штайнеру іншу роль у команді, він зрештою відмовився і провів сезон 2003 року у «оплачуваній відпустці» (garden leave), перш ніж замінити Віта Хуйдепера на посаді технічного директора Opel Performance Center у листопаді того ж року.

### Red Bull (2005—2008)
Після того, як Red Bull придбав Jaguar Racing у листопаді 2004 року, Штайнера запросили приєднатися до Red Bull Racing. Плани Opel вийти з Deutsche Tourenwagen Masters наприкінці 2005 року спонукали його повернутися до команди у Мілтон Кейнс. Його призначення на посаду директора з технічних операцій було підтверджено 13 січня 2005 року
Штайнер і керівник команди Крістіан Хорнер разом привели команду до покращення результатів у сезоні 2005 року, але коли Red Bull переманював технічного директора, який виграв чемпіонат Адріана Ньюі з McLaren, власник команди Дітріх Матешиц звернувся до Штайнера, щоб допомогти створити команду NASCAR в США . Відчуваючи, що команда Формули-1 стала переповненою, Штайнер порадився зі своєю дружиною і погодився переїхати до Мурсвілля, штат Північна Кароліна, де він обійняв посаду технічного директора Team Red Bull з 1 квітня 2006 року по квітень 2008 року.

### Хаас (2014–)
Штайнер залишився в Мурсвіллі після того, як залишив Red Bull, де в січні 2009 року заснував виробничу компанію Fibreworks Composites .
Поки команда US F1 була у розробці, Штайнер зустрівся в стейк-хаусі з Джо Кастером і Джином Хаасом з Stewart-Haas Racing, які відмовилися інвестувати в проект. Він запропонував, щоб вони самі почали брати участь у Формулі 1, замовивши автомобіль у відомого конструктора, але затримки в отриманні схвалення спонукали їх подати заявку на вступ як команди без підтримки автовиробника (privateer team). Штайнер, якого видання Autosport назвало "головним «виконавцем», набрав основний персонал, взяв інтерв'ю у кожного члена команди і розвинув партнерські відносини з аутсорсерами Dallara та Ferrari. 14 квітня 2014 року він був офіційно оголошений керівником новоствореної команди Haas F1 .
Взявши участь у сезоні 2016 року, Команда Хаас стала першим американським конструктором у Формулі 1 за 30 років. Команда здобула вісім очок на Гран-прі Австралії 2016 року, коли Роман Грожан зайняв 6-е місце. Це стало першим випадком, коли американська команда, і першим випадком в цілому (з часів Toyota Racing у 2002 році), коли команда набрала очки у своїй дебютній гонці. Хаас завершив сезон на 8-му місці в турнірній таблиці конструкторів 2016 року та набравши 29 очок — їх усі отримав Грожан.

## Особисте життя
Штайнер має італійський та американський паспорти і живе в Мурсвіллі, штат Північна Кароліна, зі своєю дружиною Гертрауд і дочкою Гретою. Будучи уродженцем Південного Тіролю, він володіє німецькою та італійською, а також англійською.